# 박하
박하(薄荷, 영어: American wild mint 또는 East Asian wild mint, 학명: Mentha canadensis)는 꿀풀과의 여러해살이풀이다. 영생이라고도 부른다.

## 분포
한국에서는 전국의 뜰, 습지 언저리, 도랑 근처, 경작지 주변에서 자라며, 북부지방으로 갈수록 자주 발견된다. 구릉지대나 그보다 낮은 곳에서 발견된다. 박하는 사람의 간섭이 미치는 서식처에서 발달하는 터주형 습지식물군락의 구성원으로, 야생 개체가 발견된다면 가까이에 사람의 거주지가 있거나 있었다는 뜻이다.
원산지는 북반구 온대(한국, 중국, 일본, 러시아, 미국, 캐나다)와 열대(라오스, 말레이시아, 미얀마, 베트남, 스리랑카, 인도네시아, 캄보디아, 타이, 필리핀)이다. 재배하는 지역으로는 아시아(한국, 일본, 중국, 타이완, 베트남, 타이, 인도), 아프리카(남아프리카공화국, 세이셸, 앙골라), 오세아니아(뉴질랜드), 유럽, 아메리카(멕시코, 미국, 브라질, 아르헨티나, 쿠바) 등이 있다.

## 생태
여러해살이풀이다. 전체적으로 짧고 부드러운 털이 나며, 높이는 50~100cm이다.

### 잎
잎은 마주나기하고 긴 타원형이며 양 끝이 좁고 길이 2~5cm, 폭 1~2.5cm이다. 양면에 기름샘이 있어 향기가 좋으며, 털이 약간 있고, 가장자리에는 날카로운 톱니가 있다. 잎자루는 3~10mm이다.

### 꽃
꽃은 7~9월에 피며 흰색 또는 연한 자주색이다. 위쪽 가지의 잎겨드랑이에 여러 개가 둥근 모양으로 층층이 달린다. 꽃받침보다 짧은 꽃자루가 있다. 녹색 꽃받침은 종 모양이며 길이는 2.5~3mm이고 끝이 5개로 갈라지는데, 갈래조각 가장자리에 퍼진 털이 있고 뾰족끝이다. 꽃부리는 통 모양이며, 길이는 4~5mm이고 4갈래로 갈라진다. 꽃갓의 길이는 0.5cm 이하다. 암술과 수술의 길이가 어긋나며, 암술이 길면 수술이 짧고, 수술이 길면 암술이 짧다. 수술은 4개 있는데, 서로 길이가 비슷하며, 꽃부리 밖으로 길게 나온다. 암술대는 끝이 2갈래로 갈라진다.

### 열매
달걀 모양의 작은 견과가 달린다. 갈래열매이며, 약간 편평한 타원형이고, 길이는 2⁄3mm 정도이다. 아주 작고 가벼운 연갈색 씨가 들어 있다.

### 줄기
곧게 서서 자라고, 어린 줄기는 붉은 자주색을 띠며, 단면은 둔한 사각이다.

### 뿌리
땅속줄기를 옆으로 뻗어 번식한다.

## 재배
박하 향 기름을 얻기 위해서 수경재배를 하기도 한다. 한국에서는 한때 약용식물로 재배했다. 대부분의 산지에서는 해마다 2회씩 수확한다. 1회는 7월 초순부터 하순에, 2회는 10월 초순부터 하순에 수확한다.

### 재배 환경
고온건조한 곳에서 잘 자란다. 비가 적은 것이 특히 중요한데, 수확기에 건조한 것이 좋다. 고온에서는 3회 수확할 수 있으나, 저온에서는 1회만 수확할 수 있다. 모래흙과 진흙 외는 별로 가리지 않고 잘 자라며, 척박한 땅보다 겉흙이 깊고 비옥한 곳이 좋다. 물빠짐이 나쁘면 땅속줄기의 발육과 생육이 나빠서 증식할 수 없으므로, 배수가 중요하다.

### 번식 방법
뿌리나누기법, 꺾꽂이법, 휘묻잇법, 씨앗 번식법 등으로 번식시킬 수 있다. 꺾꽂이법은 어린뿌리를 짧은 시간 동안 빠르게 대량으로 증식시키는 방법이다. 1차 수확 직전에 줄기를 3~4마디씩 잘라 2마디는 땅 위에 나오게 꺾꽂이하고, 뿌리가 내려서 활착될 때까지 적당한 습기를 유지하도록 물을 주면 2주일 후에는 뿌리가 내린다. 뿌리나누기법은 봄에 땅속줄기(씨뿌리)를 채취하여 묵은 것, 썩은 것, 상처 입은 것을 빼고 그해에 자란 것만 골라 10~15cm 정도씩 잘라서 모판에 심어 모를 기르거나 밭에 바로 심는 방법이다. 모 나누기법은 가을 수확이 끝난 다음 씨뿌리를 그대로 내버려 두었다가 다음 해 봄에 싹이 트면 거름을 주고 키워서 키가 10~15cm 자랐을 때 뽑아 밭에 이식하는 방법이다.

### 재배 특성
미리 묘를 길러서 사이짓기로서 이식하는 방법인 이식재배법을 사용한다. 5~6cm마다 한 그루씩 자라게 솎아주는 것이 좋으며, 생육이 왕성할 때는 제초하기 어려우므로 김매기는 박하의 새싹이 자라서 엉키기 전에 해야 한다. 땅속줄기를 손상하지 않도록 이른 봄부터 2번 정도 김을 매는 것이 좋다.

### 병충해
녹병과 흰가루병이 발생한다. 녹병은 자라는 동안 계속 발생하는데, 기온이 높지 않고 비가 계속 내릴 때 발생이 심하므로 한국에서는 7월에 발생이 심하다. 처음에는 잎 뒷면에 흰색의 작은 반점이 생겼다가 점점 커져서 갈색 반점으로 되고 결국 잎이 떨어진다. 흰가루병은 생육 초기부터 계속 발생하지만 6~8월에 가장 발생이 많다. 처음에는 주로 밑동의 잎에 흑갈색의 둥근 병반이 생겨서 병세가 진전됨에 따라 나중에는 흰색을 띠게 된다.

## 성분
신선한 잎은 방향유를 0.8~1%를 함유하며, 말린 줄기잎은 1.3~2%를 함유한다. 기름의 주성분은 멘톨로 약 77~78%를 함유하며, 다음이 멘톤으로 8-12%를 함유하고 다시 초산 멘톨, 캄펜, 리모넨, 이소멘톤, 피넨, 멘테논, 수지 및 소량의 타닌, 로즈메리산을 함유한다.

## 쓰임새
강한 박하 향이 있어 채소로 먹거나 차로 마신다. 잎과 줄기는 약으로 쓴다. 소화 작용을 돕고 방부제나 마취제 기능도 있다. 그러나 많은 양을 섭취하는 것은 위험하며 특히 임산부는 유산을 일으킬 수 있으므로 섭취하지 않는 것이 좋다.

## 같이 보기
- 페퍼민트